# 太阳下的一席之地

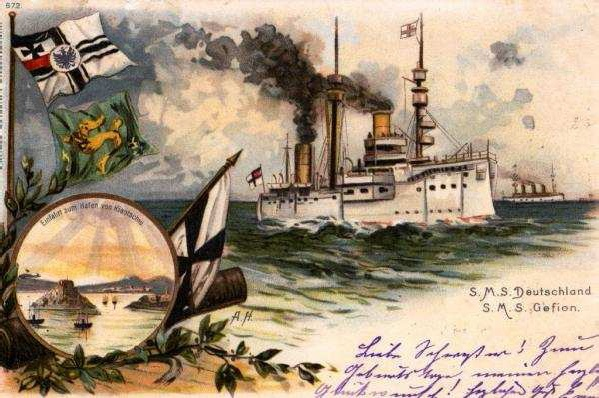
1899年的明信片：德国两艘军舰进驻胶澳

“太阳下的一席之地”（德语：Platz an der Sonne）这一说法出自伯恩哈德·冯·比洛（1849-1929）于1897年12月6日德国国会辩论发表的声明中。（其人时任德意志帝国外交部国务秘书，后于1900到1909年间继任德意志帝国总理）他在声明中依据德国当时的殖民政策提出：
“....一句话：我们不想动任何人手里的那杯羹，但我们也要属于自己的那太阳下的一席之地。”
这一说法之后成为了广受使用的名言。 它被看作是对一战前德国之世界强国野心的生动隐喻。当时俾斯麦的联盟政策刚被抛弃, 而德皇与英国积极进行造舰竞赛的想法则广受青睐。 
在1900年11月20日的国会会议中，欧根·里希特（1838-1906）在谴责威廉二世的“匈奴演说”时嘲讽道：

“总理阁下在昨天的言论中相当尖锐地指出：只要有条件，德国也可以继续擢取更多的殖民地。我不同意这一点；我认为，我们在胶州阳光下的地盘已经足够烫手，我们不能再有向任意一个地方扩张我们领土或势力范围的想法。”
一年前的12月14日国会关于舰队升级的辩论中，他也有提到：
“胶州，那个著名的‘太阳下的一席之地’，对我们来说成本实在太高，数百万马克在那里像在太阳下的奶油一样融化。"
 

德国社民党在反殖民主义的宣传中，“太阳下的一席之地 ”这一说法常被用于讽刺德国为维系其殖民地所需的巨大成本（尤指德国维系胶州湾租借地之开销）。